# Andrew Driver
Andrew Driver (Oldham, 21 novembre 1987) è un ex calciatore inglese con cittadinanza scozzese, di ruolo centrocampista.

## Carriera

### Club
Driver, dopo aver giocato per le giovanili dell'Oldham, si trasferì ad Edimburgo con i suoi genitori e venne preso dall'Hearts. Nell'agosto del 2006, dopo un buon precampionato, firmò l'estensione del contratto che lo legava ai Maroons di Edimburgo per i 5 anni seguenti. Il 26 agosto 2006 debuttò in campionato contro l'Inverness, giocando per quindici minuti, e segnando un gol a quattro minuti dall'ingresso in campo. Inoltre, segnò un altro gol, su calcio di punizione, nella vittoria per 1-3 rifilata al Celtic il 29 aprile 2007.

### Nazionale
Driver ha partecipato ai Mondiali Under-21 di Svezia avvenuti nel luglio del 2009 con la nazionale inglese Under-21, raggiungendo le finali dove gli inglesi sono stati battuti dalla Germania

## Palmarès

### Club

#### Competizioni nazionali
- Coppa di Scozia: 2

Hearts: 2005-2006, 2011-2012